# La maldición del titán
La maldición del titán  (título original en inglés: The Titan's Curse) es una novela de fantasía y aventuras basada en la mitología griega escrita por el autor estadounidense Rick Riordan en 2007. Es la tercera novela en la serie de Percy Jackson y los dioses del Olimpo y la secuela de El mar de los monstruos. Cuenta las aventuras del semidiós de catorce años Percy Jackson mientras él y sus amigos emprenden una peligrosa misión para rescatar a su amiga Annabeth Chase y a la diosa griega Artemisa, quienes han sido secuestradas.

## Sinopsis

### Profecía
El Oráculo de Delfos a Zoë Belladona:
Cinco buscarán en el oeste a la diosa encadenada,

uno se perderá en la tierra sin lluvia,

el azote del Olimpo muestra la senda,

campistas y cazadoras prevalecen unidos,

a la maldición del titán uno resistirá,

y uno perecerá por mano paterna.

### Argumento
Percy Jackson, Annabeth Chase y Thalia Grace van a Westover Hall, después de que Grover Underwood encuentra dos hermanos mestizos, llamados Nico y Bianca di Angelo. Apenas escapan un ataque de una mantícora llamada "Dr. Espino" con la ayuda de Artemisa y sus cazadoras, que incluyen a Zoë Belladona. A pesar de que sobreviven al ataque, Annabeth desaparece junto al Dr. Espino cuando éste muere y se disuelve, lo que pone a Percy muy angustiado. Artemisa sale en busca de una bestia muy poderosa, pero va sola y es capturada.
Thalia Grace y las cazadoras deben encontrar a Artemisa antes de la reunión del solsticio de invierno del consejo olímpico, cuando la influencia de la diosa podría cambiar una votación importante en la guerra contra los Titanes. Una de las chicas de Artemisa se indispone y las cazadoras no permiten que Percy vaya a la misión en su lugar, ya que es un héroe varón. Percy es llamado por Blackjack, un pegaso negro que es enviado por un hipocampo para rescatar a una criatura marina parecida a una vaca atrapada en el Long Island Sound llamada ofiotauro, quien Percy llama Bessie, sin saber que es macho. Al regresar al campamento descubre a Nico escuchando una conversación de las cazadoras, una de las integrantes de la misión, Febe, estaba herida a causa de un líquido corrosivo (sangre de centauro) que había sido puesto en su camiseta, y no puede ir, él piensa en seguirlos pero Percy lo detiene, Nico convence a Percy de ir con ellos y le hace prometer que cuidaría de su hermana. Thalia, Zoë, Bianca di Angelo y Grover emprenden la peligrosa búsqueda. Ellos también están en busca del raro monstruo que Artemisa estaba tratando de cazar cuando desapareció, que es tan poderoso que puede destruir el Olimpo.
Percy sale detrás de sus amigos sin permiso del campamento volando con Blackjack, un pegaso que liberó en El mar de los monstruos, a Washington, D. C. En el camino, se detienen a descansar brevemente en la cornisa del Edificio Chrysler. Dioniso, director del Campamento Mestizo, aparece, atrapándolos con vides de uva y trata de impedir que Percy participe en la búsqueda. Él explica que a él no le gustan los héroes, ya que utilizan los mortales inocentes para conseguir lo que quieren, y luego cuelgan a secar. Su esposa ahora inmortal, Ariadna, fue una vez uno de esos mortales, pero luego lo deja marcharse. Viajan hasta el centro de Washington, siguiendo la furgoneta de sus amigos, donde descubre al Dr. Espino en una reunión privada en el Museo Nacional de Historia Natural, Percy se infiltra utilizando la gorra de béisbol de invisibilidad de Annabeth. Mientras observa, el Dr. Espino es severamente reprendido por un hombre conocido como "el general", que utiliza dientes de dinosaurio para crear guerreros-esqueleto entrenados para rastrear y matar a las cazadoras. Percy corre a través del Museo Nacional del Aire y el Espacio para advertir a los demás, pero tan pronto como llega, el museo es atacado por el León de Nemea, al que derrotan con comida espacial de fresa. Detectan un helicóptero abordado por los secuaces de Espino detrás de ellos, pero huyen, entrando en el Metro de Washington para estar fuera de vista, por desgracia llegaron hasta el final de la línea y se pierden.
Vagaban en un patio de carga cuando ven a Apolo  y les proporciona transporte a Cloudcroft, Nuevo México - subiendo a los coches en un tren de carga , llegan Cloudcroft al día siguiente. En Cloudcroft, son atacados por cuatro de los guerreros esqueleto y Bianca, por alguna razón, parece ser la única capaz de poder destruirlos, Grover detecta la presencia de Pan, el dios griego de la naturaleza, y un regalo de él, el Jabalí de Erimanto gigante, viene a llevarlos más allá de la garra Gila, Arizona. Les lleva a la chatarrería de los dioses, y Percy se reúne con Ares y charla con Afrodita, y en ese momento se dio a entender que Annabeth y Percy tienen un futuro romántico (Afrodita insiste con frecuencia que Percy está profundamente enamorado de Annabeth y que es por eso que participa en la búsqueda, pero Percy siempre lo niega, aunque al final Percy se da cuenta, pero es demasiado tímido e inseguro para decirle sus sentimientos a Annabeth). Finalmente, el grupo entra en el depósito de chatarra, donde Bianca intenta robar una figura de Mitomagia de Hades para su hermano menor, Nico. Ella despierta accidentalmente un prototipo de Talos, un gigante de bronce, y muere después de estar dentro del gigante de metal mientras este se tropieza por los postes de teléfono, aunque consigue destruirlo. Mientras son atacados por los guerreros esqueléticos en la Presa Hoover, Percy conoce a Rachel Elizabeth Dare, una chica mortal que puede ver a través de la niebla y que parece enamorarse de Percy. Ella salva a Percy al confundir los esqueletos, lo que permite a Percy y sus amigos escapar de la emboscada volando en dos estatuas de ángeles de Zeus que los llevan al Embarcadero de San Francisco.
Por consejo de Apolo, Percy busca a Nereo, el Omnisciente Viejo del Mar. Percy le obliga a revelar el nombre del monstruo que podría destruir el Olimpo. Es el Ofiotauro.
En este caso, son emboscados por la mantícora y algunos secuaces. El Ofiotauro está en el agua detrás de Thalia, el Dr. Espino casi convence a la hija de Zeus de sacrificar a la criatura. Esto le daría el poder para destruir a los dioses. La Gran Profecía, dice que el próximo hijo semidiós de Zeus, Poseidón o Hades, que llegará a la edad de dieciséis años o bien salvaría la edad de los dioses o le pondría fin. Thalia tendrá dieciséis al día siguiente. Percy, Tyson, y Grover alejan a Thalia de Espino en un pabellón en el muelle, y envían un mensaje iris al Sr. D (Dionisio) que los salva a regañadientes matando a la mantícora y volviendo a los guerreros locos. Deciden enviar el Ofiotauro al Olimpo con Grover, Percy le da la piel de león a su Padre como una ofrenda para que permita que lleguen a salvo.
Ellos van a buscar la ayuda del padre de Annabeth, quien, después de una breve discusión, les presta su coche. Viajan al Jardín de las Hespérides, donde Zoë se reúne con sus hermanas y es mordida y envenenada por el Dragón Ladón mientras trata de ayudar a Percy y Thalia a pasar. Van a la Montaña de la Desesperación en el Monte Tamalpais en el Condado de Marin, donde ahora se encuentra el Monte Otris, la capital del Titán. Desde la cima de la montaña donde Atlas sostenía el cielo, ven a Artemisa asumir su carga. Annabeth está cautiva por Luke, y ha sido esposada y amordazada. Al darse cuenta de que la profecía hecha por el Oráculo lo involucra, Percy toma la carga de la maldición del Titán de Artemisa. En la lucha que sigue, el padre de Annabeth ayuda al volar su Sopwith Camel (un biplano) y dispara balas revestidas de bronce celestial, y Atlas (el general de los Titanes) lanza a su hija Zoë, golpeándola contra las rocas. Artemisa engaña a Atlas para tomar la carga de Percy. Durante una batalla entre Thalia y Luke, Thalia golpea a Luke y él se cae de un risco. Percy ve que Luke está muerto. Más tarde, Percy descubre que Luke ha sobrevivido a la caída. Zoë muere a causa de la mordedura venenosa de Ladón y el impacto de las rocas (causada por su padre). Antes de morir, ella extiende sus últimas palabras a Thalia, diciéndole que habrían podido ser hermanas de caza, y a Percy, diciéndole que no se parece en nada a Hércules, el héroe que provocó que la expulsaran de su familia por traición, que le honra que lleve a Contracorriente, creación de ella misma y espada de Percy, y que es el mejor héroe que conoció en toda su vida. Artemisa convierte a Zoë en una constelación, en memoria de ella.
Durante la reunión del solsticio de invierno los dioses deciden tomar medidas contra los Titanes. A Thalia le ofrecen unirse a las cazadoras y ella acepta ya que esta más segura y así evita que la profecía se cumpla. Los dioses debaten sobre si deben matar Percy y al Ofiotauro por su seguridad, todos los votos son a favor de Percy, excepto Ares, Dionisio y Atenea que piensa que es una amenaza. Se acuerda que la Ofiotauro se mantenga en el Olimpo. Percy invita a Annabeth a bailar en la fiesta de los dioses.
Al final, Percy le explica a Nico lo que le pasó a Bianca. Nico se enfurece, culpa a Percy, y en ese momento, los ataca una emboscada de guerreros esqueleto, Nico los manda al Inframundo de un gran golpe al piso que abre una grieta y se traga los esqueletos. Desaparece, y Percy se da cuenta de Nico es hijo de Hades. Las únicas personas que saben de la desaparición de Nico son Annabeth y Grover.
Prometen entre sí ocultar este hecho a todos los demás, sobre todo al ejército del titán, Quirón y Dioniso.

## Significado de la profecía
- "Cinco buscarán en el oeste a la diosa encadenada" - El grupo formado por Zoë, Thalia, Grover, Bianca y Percy (originalmente Phoebe) va hacia el oeste para liberar a Artemisa.
- "Uno se perderá en la tierra sin lluvia" - Bianca se sacrificó en el desierto para salvar al grupo contra un prototipo defectuoso del robot de Hefesto, Talos.
- "El azote del Olimpo muestra la senda" - Ellos siguieron al Taurofidio (mitad vaca, mitad serpiente), el cual era el azote del Olimpo porque si alguien lo sacrificase en el fuego, tendría el poder de destruir el Olimpo.
- "Campistas y cazadoras prevalecen unidos" - La misión solo tendría éxito si los campistas y las cazadoras trabajaban juntos. El grupo para la misión consistía en tres campistas (Percy, Grover y Thalia) y dos cazadoras (Zoë y Bianca).
- "A la maldición del titán uno resistirá" - Percy soportó el peso del cielo (la Maldición del Titán Atlas).
- "Y uno perecerá por mano paterna" - Zoë es asesinada por su padre, el Titán Atlas, después de haber sido envenenada por su dragón, Ladón.

## Secuela
La maldición del titán continúa en La batalla del laberinto. En La batalla del laberinto, Annabeth y Percy encuentran una entrada al Laberinto durante un entrenamiento con escorpiones. Percy pronto se entera de que Luke había utilizado la entrada y que llevará a su ejército a través del Laberinto directamente al corazón del campamento. Usando el Laberinto, Percy trata de encontrar a Dédalo para que Luke no pueda conseguir el hilo de Ariadna, frustrando así la invasión de Luke.